# K.C. Undercover
K.C. Undercover er en amerikansk sitcom-serie udviklet til Disney Channel, og er skabt af Corinne Marshall. Serien har Zendaya i hovedrollen som K.C. Cooper, en high school-elev som vil følge i forældrenes fodspor som undercover spion. Serien blev lanceret 1. januar 2015 på Watch Disney Channel USA og blev efterfulgt af tv-premiere 18. januar 2015. Den første sæson bestod af 29 episoder. Den anden sæson bestod af 24 episoder. Den tredje sæson bestod af også af 24 episoder.
15. maj 2015 rapporterede TVLine, at anden sæson af showet er bekræftet. 1. august 2016 rapporterede People Magazine at en tredje sæson var bekræftet.

## Plot
Serien følger K.C. Cooper, et high-school matematikgeni, der bliver rekrutteret af sine forældre, Craig og Kira Cooper, efter at hun opdager, at de er hemmelige spioner. Hendes bror, Ernie, forsøger at hjælpe, fordi han føler sig udenfor, og til sidst slutter sig til holdet.

## Personer
- Zendaya som K.C. Cooper, Ernie og Judys søster, K.C. er en high school-teenagepige som træner til at blive undercover spion. Hun er meget dygtig til matematik, basketball og karate.
- Veronica Dunne som Marisa, K.C.'s. bedste ven. Hun er en meget udadvendt person.
- Kamil McFadden som Ernie Cooper, K.C. og Judys bror er en stereotyp nørd. Han er computergeni og slutter sig til familiens spionteam i episoden "My Sister from Another Mother... Board". Han bliver ofte ignoreret af sine forældre (især sin far), hvilket giver ham et alvorligt mindreværdskompleks.
- Trinitee Stokes som Judy, K.C. og Ernies 10 år gamle robotsøster. Som robot er hun stærkt rationelt tænkende, men har ingen sociale færdigheder. Hendes navn står for "Junior Undercover Digital Youth".
- Tammy Townsend som Kira Cooper, K.C., Ernie, og Judys mor, og undercover spion.
- Kadeem Hardison som Craig Cooper, K.C., Ernie, og Judys far og undercover spion.

## Priser og nomineringer
| År   | Pris               | Kategori       | Person  | Resultat  |
| ---- | ------------------ | -------------- | ------- | --------- |
| 2015 | Teen Choice Awards | Genre: Komedie | Zendaya | Nomineret |